# Сульфид бериллия
Сульфид бериллия — химическое соединение с формулой BeS. Представляет собой кристаллическое вещество белого цвета. В вакууме при  1300°С сульфид бериллия фосфоресцирует в присутствии следов других металлов (следы железа вызывают синее свечение, висмута — слабое фиолетовое, сурьмы — слабое желтое). Фосфоресценция усиливается в присутствии NaCl.

## Получение и свойства
Сульфид бериллия можно получить взаимодействием порошков серы и бериллия в атмосфере водорода, нагревая данную смесь 10—20 мин при 1000—1300°. 
В воде BeS растворяется плохо, частично разлагаясь при этом, но по сравнению с Аl2S3 более устойчив. Во влажном воздухе  BeS неустойчив, разлагается с образованием рыхлой смеси оксида, гидроксида и основного карбоната бериллия.

## Химические свойства
Сульфид бериллия медленно гидролизуется холодной водой, в горячей воде реакция протекает быстро:

{\displaystyle {\mathsf {BeS+2H_{2}O\longrightarrow Be(OH)_{2}+H_{2}S}}}

Разбавленные кислоты разлагают сульфид бериллия с выделением сероводорода:

{\displaystyle {\mathsf {BeS+2HCl\longrightarrow BeCl_{2}+H_{2}S}}}

{\displaystyle {\mathsf {BeS+H_{2}SO_{4}\longrightarrow BeSO_{4}+H_{2}S}}}

Сульфид бериллия реагирует с горячими растворами щелочей и карбонатов щелочных металлов:

{\displaystyle {\mathsf {BeS+4NaOH\longrightarrow Na_{2}[Be(OH)_{4}]+Na_{2}S}}}

{\displaystyle {\mathsf {BeS+2Na_{2}CO_{3}+2H_{2}O\longrightarrow Na_{2}[Be(OH)_{4}]+Na_{2}S+2CO_{2}}}}

Галогены, за исключением иода (который не реагирует с сульфидом бериллия), при взаимодействии с BeS образуют галогениды:

{\displaystyle {\mathsf {BeS+Cl_{2}\longrightarrow BeCl_{2}+S}}}